# Fedor Bamberg
Fedor Bamberg, slovenski tiskar in založnik nemškega rodu, * 28. februar 1817, Gallaschütz, Saška, † 21. januar 1862, Ljubljana.
Med letoma 1837-1842 je bil v Kleinmayrjevi knjigarni knjigovodja. Leta 1846 se je vrnil v Ljubljano  se 18. novembra istega leta poročil s Kleinmayrjevo hčerko Teklo in postal družbnik in soustanovitelj podjetja Ignac Kleinmayr & Fedor Bamberg. Fedor je bil od 1852 do svoje smrti odgovorni urednik uradnega nemškega glasila Leibacher Zeitung in njegove domoznanstvene priloge Blätter aus Krain ter vodja tiskarne in knjigarne. Tiskarno je opremil s sodobnimi stroji za hitrejše tiskanje časnikov in tiskovin.